# Végzet: A Winx Saga
A Végzet: A Winx Saga (eredeti cím: Fate: The Winx Saga) 2021-től vetített amerikai fantasy– drámasorozat, melynek alkotója Iginio Straffi. A főszerepekben Abigail Cowen, Hannah van der Westhuysen, Elisha Applebaum, Precious Mustapha és Eliot Salt láthatóak. A sorozat gyártója az Archery Pictures, a Rainbow S.p.A. és a Young Blood Productions. Az élőszereplős sorozat a Winx Club című gyermeksorozatot dolgozza fel, ezúttal fiatal felnőttek közönségét megcélozva. Az első évad 6 részes és 50 perces.
A remake-sorozat 2021. január 22-én került bemutatásra a Netflixen.
A második évad 2022. szeptember 16-án lett elérhető a platformon. A sorozatot néhány héttel később elkaszálták, így várhatóan nem készül harmadik évad.

## Cselekmény
Most először az ismert tündérek valódi tinédzserekké válnak, megpróbálván kordában tartani varázserejüket. Elzárva egy párhuzamos, misztikus világban, az Alfea nevű varázsiskola már több ezer éve adja tovább a varázslat művészetét, ám még sosem akadt dolga Bloomhoz hasonló diákkal. Az emberek világában nevelkedett, makacs, ám jámbor...mégis veszélyes. Benne rejlik az erő, mely elpusztíthatja mind a halandók, mind a varázslények dimenzióit – de meg is mentheti azokat. Hogy irányítani tudja, meg kell tanulni kezelni az érzelmeit. Egy tiniről van szó. Mennyire lehet ez nehéz?
A 6 részes sorozat öt szokatlan barát felnőtté válási utazását mutatja be, akik a Másvilág Alfea nevű mágikus bentlakásos iskolájában tanulják meg varázserejük irányítását, míg meg kell vívniuk a szerelemmel, a rivalizálással és az életükre törő szörnyekkel.

## Szereplők
| Színész                  | Szereplő                 | Magyar hang     | Leírás                                                                                       |
| ------------------------ | ------------------------ | --------------- | -------------------------------------------------------------------------------------------- |
| Abigail Cowen            | Bloom Peters             | Pekár Adrienn   | Egy halandóként felnevelkedett lány, aki rendkívüli mágikus képességekkel bír – eleme a tűz. |
| Hanna van der Westhuysen | Solariai Stella hercegnő | Laudon Andrea   | Solaria félreértett hercegnője – egy fénytündér, aki nagy elvárásoknak kell megfeleljen.     |
| Elisha Applebaum         | Musa                     | Csuha Borbála   | Magának való elmetündér telepata képességekkel.                                              |
| Precious Mustapha        | Aisha                    | Lamboni Anna    | Egy tökéletességmániás, kötelességtudó, sportos víztündér.                                   |
| Eliot Salt               | Terra Harvey             | Hermann Lilla   | Egy jó szándékú, határozott, különc földtündér.                                              |
| Sadie Soverall           | Beatrix                  | Ruszkai Szonja  | Bajkeverő, történelem rajongó légtündér.                                                     |
| Danny Griffin            | Sky                      | Czető Roland    | Bloom reménybeli partnere, Stella voltbarátja – az iskola legjobb harcosa.                   |
| Freddie Thorp            | Riven                    | Baráth István   | Sky legjobb barátja, Beatrix partnere – az iskola rosszfiúja.                                |
| Theo Graham              | Dane                     | Nagy Gereben    | Sky és Riven harcostársa, aki az utóbbi iránt többet is érez.                                |
| Jacob Dudman             | Sam Harvey               | Rada Bálint     | Terra testvére, Musa szerelme – földtündér, aki át tud hatolni a falakon.                    |
| Eve Best                 | Farah Dowling igazgatónő | Csere Ágnes     | Az Alfea varázsiskola igazgatónője.                                                          |
| Robert James-Collie      | Saul Silva               | Szatmári Attila | Alfea vívásoktatója, Sky életében az apafigura.                                              |
| Alex Macqueen            | Ben Harvey               | Barát Attila    | Alfea botanikatanára, Terra és Sam édesapja.                                                 |
| Harry Michell            | Callum                   | Markovics Tamás | Dowling igazgatónő asszisztense, Beatrix bajtársa.                                           |
| Lesley Sharp             | Rosalind                 | Kovács Nóra     | Egykoron nagy erejű tündér, ő juttatta Bloomot a Földre.                                     |
| Kate Fleetwood           | Solariai Luna királynő   | Makay Andrea    | Stella édesanyja, Solária királynője.                                                        |
| Josh Cowdery             | Mike Peters              | Király Adrián   | Bloom nevelőapja.                                                                            |
| Eva Birthistle           | Vanessa Peters           | Sági Tímea      | Bloom nevelőanyja.                                                                           |
| Ken Duken                | Eraklyoni Andreas        | Bordás János    | Sky apja, Silva régi társa.                                                                  |
| Leah Minto               | Kat                      | N/A             | Az iskola tanulója                                                                           |
| Sarah Jane Seymour       | Noura                    | N/A             | Az iskola egy elhunyt, kiváló harcos tanulója.                                               |

## Epizódok

### Évados áttekintés
| Évad | Évad | Részek száma | Részek száma | Eredeti sugárzás     | Eredeti sugárzás     | Eredeti adó          | Magyar sugárzás      | Magyar sugárzás  | Magyar adó |
| Évad | Évad | Részek száma | Részek száma | Évadbemutató         | Évadzáró             | Eredeti adó          | Évadbemutató         | Évadzáró         | Magyar adó |
| ---- | ---- | ------------ | ------------ | -------------------- | -------------------- | -------------------- | -------------------- | ---------------- | ---------- |
|      | 1.   | 6            | 6            | 2021. január 22.     | 2021. január 22.     |                      | 2021. január 22.     | 2021. január 22. |            |
|      | 2.   | 7            | 7            | 2022. szeptember 16. | 2022. szeptember 16. | 2022. szeptember 16. | 2022. szeptember 16. |                  |            |

### 1. évad (2021)
| Sor. | Év. | Cím                                        | Rendező            | Író             | Premier          |
| ---- | --- | ------------------------------------------ | ------------------ | --------------- | ---------------- |
| 1.   | 1.  | Vadon és víz (To the Waters and the Wild)  | Lisa James Larsson | Brian Young     | 2021. január 22. |
| 2.   | 2.  | Itt nincsenek idegenek (No Strangers Here) | Lisa James Larsson | Speed Weed      | 2021. január 22. |
| 3.   | 3.  | Halálom remények (Heavy Mortal Hopes)      | Hannah Quinn       | Victoria Bata   | 2021. január 22. |
| 4.   | 4.  | Egy összetört angyal (Some Wrecked Angel)  | Hannah Quinn       | Niceole R. Levy | 2021. január 22. |
| 5.   | 5.  | Elhervadt igazság (Wither Into the Truth)  | Stephen Woolfenden | Victoria Bata   | 2021. január 22. |
| 6.   | 6.  | Egy fanatikus szív (A Fanatic Heart)       | Stephen Woolfenden | Brian Young     | 2021. január 22. |

### 2. évad (2022)
| Sor. | Év. | Cím                                                                    | Rendező           | Író                  | Premier              |
| ---- | --- | ---------------------------------------------------------------------- | ----------------- | -------------------- | -------------------- |
| 7.   | 1.  | Alacsonyan repülési pánikroham (Low-Flying Panic Attack)               | Ed Bazalgette     | Brian Young          | 2022. szeptember 16. |
| 8.   | 2.  | Szelek szárnyán (Taken by the Wind)                                    | Ed Bazalgette     | Victoria Bata        | 2022. szeptember 16. |
| 9.   | 3.  | Az újonnan szerzett népszerűséged (Your Newfound Popularity)           | Sallie Aprahamian | Amanda Rosenberg     | 2022. szeptember 16. |
| 10.  | 4.  | Egy órával az ördög elhullása előtt (An Hour Before the Devil Fell)    | Ed Bazalgette     | Talia Gonzalez       | 2022. szeptember 16. |
| 11.  | 5.  | Jó vagy gonosz boszorkány vagy? (Are You a Good Witch or a Bad Witch?) | Sallie Aprahamian | Vanessa James Benton | 2022. szeptember 16. |
| 12.  | 6.  | Szegény, szerencsétlen lelkek (Poor Unfortunate Souls)                 | David Moore       | Shaina Fewell        | 2022. szeptember 16. |
| 13.  | 7.  | Az összes vad boszorkány (All the Wild Witches)                        | David Moore       | Gregory Locklear     | 2022. szeptember 16. |

## Kapcsolódó regények
2021. február 2-án jelent meg Amerikában az első évad regényes változata, Tündérösvény címmel. A sorozatban nem látott bónuszjeleneteket és a karakterek háttértörténetét tartalmazza. Sarah Rees Brennan írta meg Ava Corrigan álnéven. Magyarul a Könyvmolyképző Kiadó gondozásában jelent meg 2022. augusztus 23-án Miks-Rédai Viktória fordításában.
2022. augusztus 16-án egy másik regény is megjelent Lighting the Fire címmel. Egy eredeti, a sorozatban nem látott történetet tartalmaz, amely az első évad eseményei előtt játszódik. A magyar kiadási jogokat megvette a Könyvmolyképző. Így ez a kötet is meg fog idővel jelenni magyarul.